# Шутов, Сергей Алексеевич
Сергей Алексеевич Шутов (род. 16 октября 1955, Потсдам) — современный российский художник.

## Биография
Родился 16 октября 1955 года в Потсдаме в семье учительницы и военного. В 1956 году семья из расположения ГСВГ вернулась в Москву.
Окончил московскую школу № 91, где учился в одном классе с М. Гнедовским. Специального художественного образования не получил. В 1970-е в соавторстве с Аркадием Славоросовым (Гуру) написал известный манифест московских хиппи — текст «Канон».
В 1975-78 работал грузчиком, монтажером и лаборантом в Государственном музее искусства народов Востока, в 1978 — в ГМИИ им. А. С. Пушкина. В конце 1970-х — начале 1980-х читал лекции в Московском планетарии, работал в зоопарке.
В 1978 вступил в Горком графиков, начал участвовать в весенних и осенних выставках на Малой Грузинской 28, Москва. В 1986 организовал первую персональную выставку «Памяти Даниила Хармса» в Музее Маяковского и принял участие в знаменитой 17-й Молодежной выставке, на которой стал одним из наиболее заметных представителей «новой волны».
Был одним из обитателей знаменитого художественного сквота в Фурманном переулке. В 1987 вступил в ряд основанных художниками независимых объединений — любительское объединение «Эрмитаж», ленинградский Клуб друзей Маяковского, Академию Всяческих Искусств (Москва — Ленинград), в последней получил статус «первого академика». В 1989 возглавил отделение графического искусства Свободной Академии (Москва).
В 1987 в качестве актёра и художника (совместно с М. Гаухманом-Свердловым) работал на съёмках культового фильма «Асса» (реж. С.Соловьёв), к премьере которого в 1988 организовал Арт-рок-парад АССА в ДК МЭЛЗ.
В 1988 был представлен на первом московском аукционе «Сотбис», после которого был приглашен с персональными выставками в Париж, Глазго, Нью-Йорк, а также представлен на крупнейших экспозициях неофициального советского искусства в Европе и США.
В кон. 1980-х — нач. 1990-х работал на пересечении живописи, музыки, перформанса, видео и новых медиа: участвовал в концертах группы «Поп-механика» (с 1986), выпустил музыкальный диск «1988» (1988), был автором сюжетов и большинства заставок «Пиратского телевидения» (1989—1992). Совместно с Т. Новиковым записал и исполнил саундтрек к первому показу отреставрированной версии фильма «Кабинет доктора Калигари».
В 1992 создал первую мультимедийную инсталляцию в России — «Чувственные опыты» . Тогда же основал и возглавил Институт технологии искусства, организовал первую в России выставку видео-арта «ДаблуСИТИ» (1993), руководил практическими занятиями Московской художественной лаборатории новых медиа (с 1994).
В 1994 на радиостанции 106,8 как диджей вёл программу Shutov Assembly (названную по одноимённому альбому Б. Ино, посвященному С. Шутову). Работал ви-джеем в клубе «Птюч», открыв эту профессию в России.
В 2000-е создал ряд масштабных мультимедийных инсталляций, среди которых «Абак» (2001) на Венецианской биеннале, «Ковёр-гортензия» (2003), «Apokatastasis Now» (2006). В 2002 г. номинант Государственной Премии.
В 2015 для Арсенала в Нижнем Новгороде создал свою самую крупную работу «Петля Нестерова» (10х8м).
Живёт и работает в Москве.

## Персональные выставки
- 2021 — «Чужие здесь не ходят». Мультимедиа Арт Музей, Москва[4]
- 2017 — «Сердце». Крокин галерея, Москва.
- 2015 — Петушки и другие сахарные головки. Галерея Пальто, Москва
- 2014 — Цветы и камни. Галерея КИНО, Москва
- 2014 — Всё украдено до нас. Крокин галерея, Москва.
- 2013 — Сергей Шутов. Цветы и птицы. Крокин галерея, Москва.
- 2013 — Сергей Шутов. Контейнеры, пакеты, цистерны, мемории. ГЦСИ, Москва (в рамках VII Фестиваля коллекций современного искусства)
- 2011 — Flower&Power. Крокин галерея, Москва.
- 2011 — Сергей Шутов. Фосфены и мы. Stella Art Foundation, Москва
- 2011 — Элевация. Art Concept Gallery, Цюрих
- 2010 — «Терратерапия Роршаха». Крокин галерея, Москва.
- 2009 — «Первый километр». Крокин галерея, Москва.
- 2008 — «Необходимое и необязательное». Московский музей современного искусства. Москва.
- 2007 — «Элевация». Крокин галерея, Москва.
- 2006 — «Как я провел лето». галерея КИНО, Москва.
- 2006 — «ICASTICA». Галерея Michela Rizzo, Венеция.
- 2006 — «APOKASTASIS NOW». Зверевский центр современного искусства, Москва.
- 2005 — «Abacus at The Wapping Project». Лондон.
- 2005 — «Большой проект (Русская тоска Сюзи Вонг)». галерея Suzy Wong, Москва.
- 2005 — «Сергей Шутов (из частных коллекций)». галерея Клуба коллекционеров современного искусства, центр АртСтрелка, Москва.
- 2005 — «Большой проект» (воркшоп). Галерея Лизы Плавинской, центр АртСтрелка, Москва.
- 2005 — «Zukunfstroman 1». Atelier Am Eck, Дюссельдорф.
- 2005 — «Новые мысли о книгах». галерея Лизы Плавинской, центр АртСтрелка, Москва.
- 2004 — «Труд и капитал». Галерея Кино, Москва.
- 2004 — «Вершки и корешки». Галерея Арка, Владивосток; Новосибирский художественный музей, Новосибирск.
- 2004 — «Ковер-гортензия. СПб». Музей современного искусства, Новая академия художеств, Санкт-Петербург.
- 2004 — «Вместо Минотавра». XL-галерея, Москва.
- 2003 — «Ковер-гортензия». Государственная Третьяковская Галерея, Москва.
- 2003 — «НЕБО:НЕБО:». Айдан галерея, Москва.
- 2001 — «Нимбы». Айдан галерея, Москва.
- 2001 — «АБАК». 49-я Венецианская биеннале, Российский Павильон, Джардини, Венеция.
- 2000 — «Чужие здесь не ходят (русский интерактивный пейзаж)». ХL-галерея, Москва.
- 1999 — «Зимний пейзаж». Айдан Галерея, Москва.
- 1998 — «Я никого не ем». XL-галерея, Москва.
- 1998 — «Луна 2.0». Айдан галерея, Москва.
- 1997 — «Новые работы» (совместно с Айдан Салаховой). Новая академия изящных искусств, Санкт-Петербург.
- 1996 — «Лечебное искусство». Галерея «Пальто», Москва.
- 1996 — «Видеофотография». Новая академия изящных искусств, Санкт-Петербург.
- 1996 — «Новые и старые русские». L-галерея, Москва.
- 1996 — «Луна. Луна». Айдан галерея, Москва.
- 1995 — «Катя». Айдан галерея, Москва.
- 1995 — «Caviar TV». Видеогалерея Птюч, Москва.
- 1994 — «Терминал ТВ». Фестиваль «Аниграф’94», Москва.
- 1994 — «Высокое и низкое». Центральный дом кинематографистов, Москва.
- 1992 — «Неликвиды» (совместно с Юрием Аввакумовым). Первая Галерея, Москва.
- 1992 — «Чувственные опыты». Галерея Школа, Москва.
- 1992 — «Работа». Trust, Франкфурт.
- 1991 — «Искусство». Галерея Доминус, Выставочный зал СХ СССР на Тверской 25, Москва.
- 1990 — «Металлическая графика» (совместно с Юрием Аввакумовым). Галерея Доминус, Москва.
- 1990 — «Сергей Шутов. Живопись». Helen Drutt Gallery, Нью-Йорк.
- 1989 — «Новые начала». Barbizon Gallery, Глазго.
- 1989 — «Сергей Шутов. Живопись». Katja Granoff Gallery, Париж
- 1986 — «Памяти Даниила Хармса». Государственный музей В. В. Маяковского, Москва.